# Derrick Tshimanga
Derrick Tshimanga, né le 6 novembre 1988 à Kinshasa au Zaïre (aujourd'hui la république démocratique du Congo), est un footballeur international belge qui joue au poste de défenseur au Beerschot VA.

## Biographie

### En club
Lancé par l'entraîneur belge Georges Leekens en tant que médian gauche, il évolue au poste d'arrière gauche depuis la saison 2010-2011 au KSC Lokeren, club officiant en Jupiler Pro League, première division de Belgique de football.
Dès le début de la saison 2010-2011, il se fait remarquer par son jeu alliant puissance physique, technique et rapidité. Il obtient d'ailleurs sa première présélection avec les Diables Rouges pour le match opposant la Belgique à la Russie (remporté 0-2 par les Belges), mais ne figure finalement pas sur la feuille de match. Il est rappelé in extremis pour le match amical Slovénie - Belgique le 10 août 2011 à cause de la blessure de Nacer Chadli et monte au jeu à la 86e minute. Il compte donc une sélection à son actif pour le maillot national.
Le 9 janvier 2012, il signe un contrat de 4,5 ans au KRC Genk pour un montant de 2 millions d'euros.

## Statistiques

### En club
| Saison                | Club                  | Championnat           | Championnat | Championnat | Championnat | Coupe(s) nationale(s) | Coupe(s) nationale(s) | Coupe(s) nationale(s) | Supercoupe | Supercoupe | Supercoupe | Compétition(s) continentale(s) | Compétition(s) continentale(s) | Compétition(s) continentale(s) | Compétition(s) continentale(s) | Autres compétitions | Autres compétitions | Autres compétitions | Autres compétitions | Total | Total | Total |
| Saison                | Club                  | Division              | M.          | B.          | P.d.        | M.                    | B.                    | P.d.                  | M.         | B.         | P.d.       | Comp.                          | M.                             | B.                             | P.d.                           | Comp.               | M.                  | B.                  | P.d.                | M.    | B.    | P.d.  |
| 2008-2009             | KSC Lokeren           | Division 1            | 1           | 0           | 0           | 0                     | 0                     | 0                     | -          | -          | -          | -                              | -                              | -                              | -                              | -                   | -                   | -                   | -                   | 1     | 0     | 0     |
| 2009-2010             | KSC Lokeren           | Division 1            | 5           | 0           | 0           | 1                     | 0                     | 0                     | -          | -          | -          | -                              | -                              | -                              | -                              | PO2                 | 5                   | 1                   | 0                   | 11    | 1     | 0     |
| 2010-2011             | KSC Lokeren           | Division 1            | 19          | 2           | 2           | 2                     | 0                     | 0                     | -          | -          | -          | -                              | -                              | -                              | -                              | PO1                 | 9                   | 1                   | 0                   | 30    | 3     | 2     |
| 2011-2012             | KSC Lokeren           | Division 1            | 13          | 2           | 1           | 2                     | 0                     | 0                     | -          | -          | -          | -                              | -                              | -                              | -                              | PO2                 | -                   | -                   | -                   | 15    | 2     | 1     |
| Sous-total            | Sous-total            | Sous-total            | 38          | 4           | 3           | 5                     | 0                     | 0                     | -          | -          | -          | -                              | -                              | -                              | -                              | -                   | 14                  | 2                   | 0                   | 57    | 6     | 3     |
| 2011-2012             | KRC Genk              | Division 1            | 11          | 0           | 0           | -                     | -                     | -                     | -          | -          | -          | -                              | -                              | -                              | -                              | PO1                 | 9                   | 0                   | 0                   | 20    | 0     | 0     |
| 2012-2013             | KRC Genk              | Division 1            | 21          | 1           | 2           | 4                     | 0                     | 0                     | -          | -          | -          | C3                             | 8                              | 0                              | 0                              | PO1                 | 7                   | 0                   | 1                   | 40    | 1     | 3     |
| 2013-2014             | KRC Genk              | Division 1            | 25          | 1           | 2           | 3                     | 0                     | 0                     | 1          | 0          | 0          | C3                             | 7                              | 0                              | 0                              | PO1                 | 8                   | 0                   | 0                   | 44    | 1     | 2     |
| 2014-2015             | KRC Genk              | Division 1            | 14          | 0           | 0           | -                     | -                     | -                     | -          | -          | -          | -                              | -                              | -                              | -                              | PO2                 | -                   | -                   | -                   | 14    | 0     | 0     |
| 2015-2016             | KRC Genk              | Division 1            | 19          | 0           | 2           | 2                     | 0                     | 0                     | -          | -          | -          | -                              | -                              | -                              | -                              | PO1+BE              | -                   | -                   | -                   | 21    | 0     | 2     |
| Sous-total            | Sous-total            | Sous-total            | 90          | 2           | 6           | 9                     | 0                     | 0                     | 1          | 0          | 0          | -                              | 15                             | 0                              | 0                              | -                   | 24                  | 0                   | 1                   | 139   | 2     | 7     |
| 2016-2017             | Willem II Tilburg     | Eredivisie            | 22          | 0           | 1           | 1                     | 0                     | 0                     | -          | -          | -          | -                              | -                              | -                              | -                              | -                   | -                   | -                   | -                   | 23    | 0     | 1     |
| 2017-2018             | OH Louvain            | Division 1B           | 19          | 1           | 2           | 1                     | 0                     | 0                     | -          | -          | -          | -                              | -                              | -                              | -                              | PO2                 | 9                   | 0                   | 0                   | 29    | 1     | 2     |
| 2018-2019             | OH Louvain            | Division 1B           | 23          | 3           | 2           | 1                     | 0                     | 0                     | -          | -          | -          | -                              | -                              | -                              | -                              | PO3                 | 5                   | 0                   | 0                   | 29    | 3     | 2     |
| 2019-2020             | OH Louvain            | Division 1B           | 26          | 1           | 1           | 0                     | 0                     | 0                     | -          | -          | -          | -                              | -                              | -                              | -                              | TM                  | 2                   | 0                   | 0                   | 28    | 1     | 1     |
| 2020-2021             | OH Louvain            | Division 1A           | 10          | 0           | 0           | 1                     | 0                     | 0                     | -          | -          | -          | -                              | -                              | -                              | -                              | -                   | -                   | -                   | -                   | 11    | 0     | 0     |
| Sous-total            | Sous-total            | Sous-total            | 78          | 5           | 5           | 3                     | 0                     | 0                     | -          | -          | -          | -                              | -                              | -                              | -                              | -                   | 16                  | 0                   | 0                   | 97    | 5     | 5     |
| 2021-2022             | Waasland-Beveren      | Division 1B           | 17          | 0           | 2           | -                     | -                     | -                     | -          | -          | -          | -                              | -                              | -                              | -                              | -                   | -                   | -                   | -                   | 17    | 0     | 2     |
| 2022-2023             | SK Beveren            | Division 1B           | 12          | 0           | 0           | 2                     | 0                     | 0                     | -          | -          | -          | -                              | -                              | -                              | -                              | PO                  | -                   | -                   | -                   | 14    | 0     | 0     |
| Sous-total            | Sous-total            | Sous-total            | 29          | 0           | 2           | 2                     | 0                     | 0                     | -          | -          | -          | -                              | -                              | -                              | -                              | -                   | -                   | -                   | -                   | 31    | 0     | 2     |
| 2023-2024             | Beerschot VA          | Division 1B           | 29          | 0           | 1           | 2                     | 0                     | 0                     | -          | -          | -          | -                              | -                              | -                              | -                              | -                   | -                   | -                   | -                   | 31    | 0     | 1     |
| 2024-2025             | Beerschot VA          | Division 1A           | 14          | 1           | 0           | -                     | -                     | -                     | -          | -          | -          | -                              | -                              | -                              | -                              | PO3                 | 4                   | 0                   | 0                   | 18    | 1     | 0     |
| 2025-2026             | Beerschot VA          | Division 1B           | 0           | 0           | 0           | -                     | -                     | -                     | -          | -          | -          | -                              | -                              | -                              | -                              | -                   | -                   | -                   | -                   | 0     | 0     | 0     |
| Sous-total            | Sous-total            | Sous-total            | 43          | 1           | 1           | 2                     | 0                     | 0                     | -          | -          | -          | -                              | -                              | -                              | -                              | -                   | 4                   | 0                   | 0                   | 49    | 1     | 1     |
| Total sur la carrière | Total sur la carrière | Total sur la carrière | 300         | 12          | 18          | 22                    | 0                     | 0                     | 1          | 0          | 0          | -                              | 15                             | 0                              | 0                              | -                   | 58                  | 2                   | 1                   | 396   | 14    | 19    |

### En sélections nationales
| Saison                | Sélection             | Phases finales        | Phases finales | Phases finales | Phases finales | Éliminatoires CDM | Éliminatoires CDM | Éliminatoires CDM | Éliminatoires EURO | Éliminatoires EURO | Éliminatoires EURO | Matchs amicaux | Matchs amicaux | Matchs amicaux | Total | Total | Total |
| Saison                | Sélection             | Compétition           | M              | B              | Pd             | M                 | B                 | Pd                | M                  | B                  | Pd                 | M              | B              | Pd             | M     | B     | Pd    |
| --------------------- | --------------------- | --------------------- | -------------- | -------------- | -------------- | ----------------- | ----------------- | ----------------- | ------------------ | ------------------ | ------------------ | -------------- | -------------- | -------------- | ----- | ----- | ----- |
| 2011-2012             | Belgique              | -                     | -              | -              | -              | -                 | -                 | -                 | -                  | -                  | -                  | 1              | 0              | 0              | 1     | 0     | 0     |
| Total sur la carrière | Total sur la carrière | Total sur la carrière | -              | -              | -              | -                 | -                 | -                 | -                  | -                  | -                  | 1              | 0              | 0              | 1     | 0     | 0     |

### Matchs internationaux
| Matchs internationaux de Derrick Tshimanga, | Matchs internationaux de Derrick Tshimanga, | Matchs internationaux de Derrick Tshimanga, | Matchs internationaux de Derrick Tshimanga, | Matchs internationaux de Derrick Tshimanga, | Matchs internationaux de Derrick Tshimanga, | Matchs internationaux de Derrick Tshimanga, | Matchs internationaux de Derrick Tshimanga,                            |
| #                                           | Date                                        | Lieu                                        | Adversaire                                  | Résultat                                    | Compétition                                 | Club                                        | Notes                                                                  |
| ------------------------------------------- | ------------------------------------------- | ------------------------------------------- | ------------------------------------------- | ------------------------------------------- | ------------------------------------------- | ------------------------------------------- | ---------------------------------------------------------------------- |
| 1                                           | 10 août 2011                                | Stadion Stožice, Ljubljana, Slovénie        | Slovénie                                    | N 0 - 0                                     | Match amical                                | KSC Lokeren                                 | Entre en jeu à la place de Yassine El Ghanassy à la 86e minute de jeu. |

## Palmarès
|  | KSC Lokeren - Coupe de Belgique (1) : - Vainqueur : 2012 |  | KRC Genk - Coupe de Belgique (1) : - Vainqueur : 2013 - Supercoupe de Belgique : - Finaliste : 2013 |  | SK Beveren - Championnat de Belgique de deuxième division : - Vice-champion : 2023 |  | Beerschot VA - Championnat de Belgique de deuxième division (1) : - Champion : 2024 |